# س. ميخائيل أرمسترونغ
س. ميخائيل أرمسترونغ (بالإنجليزية: C. Michael Armstrong)‏ هو شخصية أعمال أمريكي، ولد في 18 أكتوبر 1938.

## وصلات خارجية
- س. ميخائيل أرمسترونغ على موقع مونزينجر (الألمانية)
- س. ميخائيل أرمسترونغ على موقع إن إن دي بي (الإنجليزية)